# تشارلي ويكفيلد
تشارلي ويكفيلد (بالإنجليزية: Charlie Wakefield)‏ هو لاعب كرة قدم بريطاني في مركز الوسط، ولد في 23 مايو 2000 في دربي في المملكة المتحدة. لعب مع تشيلسي وستيفيناغ بوروه وكوفنتري سيتي ونادي تشيسترفيلد.